# Séloghin (Nobéré)
Pour les articles homonymes, voir Séloghin.
Séloghin est une commune rurale située dans le département de Nobéré de la province du Zoundwéogo dans la région Centre-Sud au Burkina Faso.

## Santé et éducation
Séloghin accueille un centre de santé et de promotion sociale (CSPS) tandis que le centre médical (CMA) le plus proche se trouve à Manga.
Le village possède une école primaire publique.